# Mont Liang
Le mont Liang ((zh) 梁山, Liáng Shān) est une montagne située dans le xian de Liangshan (Shandong) en Chine culminant à 198 m.

## Littérature
Le mont Liang est célèbre pour être le fief des héros du roman Au bord de l'eau, attribué généralement à Shi Nai'an (XIVe siècle), tiré de la tradition orale chinoise et relatant les exploits de cent huit bandits, révoltés contre la corruption du gouvernement et des hauts fonctionnaires de la cour de l'empereur durant la dynastie Song.
Le mont Liang tire son nom d'un fils de l'empereur Han Wendi qui fut enterré à cet endroit. Durant la période Song, sa situation naturelle aux confins désertiques du plusieurs divisions administrative et, par conséquent, la faible présence des autorités, le fit connaître comme un repaire de bandits. Il fallut attendre l'installation d'une garnison militaire par le gouvernement de la dynastie Qing au XVIIe siècle pour mettre un terme à cette situation.